# Carl Bohm

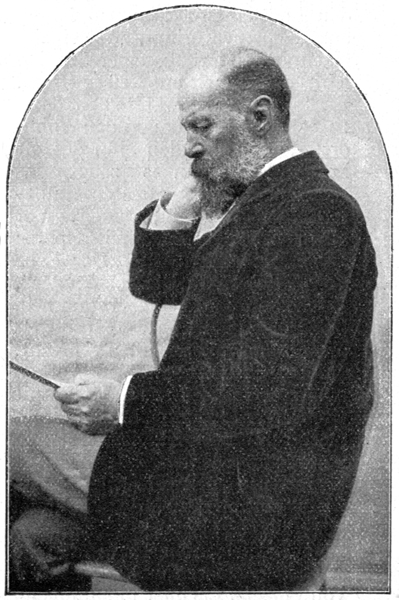
Carl Bohm

Johann Friedrich Carl Gerhard Bohm (* 11. September 1844 in Berlin; † 4. April 1920 in Berlin-Wilmersdorf; andere Namen: Charles Bohm, Henry Cooper [Pseudonym], Karl Bohm) war ein deutscher Pianist und Komponist.

## Leben und Werk
Carl Bohm war das älteste von acht Kindern von Dr. phil. Friedrich Eduard Bohm (1810–1887), eines „Lehrers der mathematischen Wissenschaften“ am Friedrich-Werderschen Gymnasium (1839–46) in Berlin, der wegen eines chronischen Halsleidens 1847 zum Feldmesser umgeschult und als „Königlicher Geometer tätig“ wurde. Durch dessen berufliche Tätigkeit bedingt wuchs Carl Bohm in Königsberg in der Neumark und Arolsen auf, kehrte aber spätestens 1868 nach Berlin zurück.
Carl Bohm machte sich zunächst als  Pianist einen Namen. Er war Schüler von Hans Bischoff, Flodoard Geyer und August Reissmann. Erst später begann er zu komponieren und wandte sich der leichten Muse zu. Er schrieb Operetten, ein Chorwerk Hänsel und Gretel, Sonaten und vor allem vielen Violin- und Klavierstücke – bis zu einer Opuszahl von 330. Es handelt sich um sogenannte Salon-Kompositionen, die in der Zeit vor Rundfunk und Fernsehen wohl besonders beliebt waren. Am bekanntesten waren seine Liedvertonungen, darunter sein ohne Zweifel berühmtestes Stück Still wie die Nacht (op. 326 Nr. 27), ein Gesangsstück mit Klavierbegleitung, das auch in anderen Bearbeitungen (z. B. für Chöre, für zwei Singstimmen, für Klavier, für Orgel, Zither, oder Trompete) vorliegt. Es wurde von zahlreichen Sängern (z. B. Rudolf Schock, Fritz Wunderlich [1965], Heino [1969] und Helge Rosvaenge [1981]) auf Schallplatten und CDs eingespielt und auch von James Last [1973] bearbeitet. Dieses Liebeslied wird heute noch manchmal als Musikbeitrag bei kirchlichen Trauungen vorgetragen.
Die Berliner Musikwelt bescheinigt ihm in Nachrufen „Volkstümlichkeit“ und einen „bürgerlich-handwerklichen Stil“.
Er war in erster Ehe mit Anna Lucinde Olga Schmidt (1849–1895) und nach deren Tod mit Jenny Jacoby (1861–1946) verheiratet. Aus der ersten Ehe stammte eine Tochter.
Carl Bohm wurde auf dem Friedhof Wilmersdorf in Berlin beigesetzt, wo auf seinem Grabstein die ersten Takte seines bekannten Liedes eingemeißelt sind. Der Grabstein wurde von seinem Bruder, dem Baumeister und Maler Adolf Bohm (1854–1939/40) gestaltet.

## Werke
- Lieder (op. 326; darin Nr. 27: „Still wie die Nacht“)
- Salon-Kompositionen (op. 327)
- Klaviertrio G-dur. (Forelle; op. 330 Nr. 2)
- Perpetuo Mobile (Kleine Suite 6)
- Introduction + Polonaise
- Moto Perpetuo
- Hausmusik